# Grifita
La grifita és un mineral de la classe dels fosfats. Rep el nom del grec γρίφος per a "trencaclosques", en al·lusió a la composició química.

## Característiques
La grifita és un fosfat de fórmula química Na₄Li₂Ca₆(Mn2+,Fe2+,Mg)19Al₈(PO₄)24(F,OH)₈. Cristal·litza en el sistema isomètric. La seva duresa a l'escala de Mohs és 5,5.
Segons la classificació de Nickel-Strunz, la grifita pertany a «08.BF: Fosfats, etc. amb anions addicionals, sense H₂O, amb cations de mida mitjana i gran, (OH, etc.):RO₄ < 0,5:1» juntament amb els següents minerals: arrojadita-(KFe), dickinsonita-(KMnNa), arrojadita-(BaFe), arrojadita-(SrFe), arrojadita-(KNa), arrojadita-(PbFe), fluorarrojadita-(BaFe), arrojadita-(NaFe), arrojadita-(BaNa), fluorarrojadita-(KNa), fluorarrojadita-(NaFe), samuelsonita i nabiasita.

## Formació i jaciments
Va ser descoberta a la mina Everly, situada a la localitat d'Harney, al comtat de Pennington (Dakota del Sud, Estats Units). També ha estat descrita en altres indrets del mateix estat, així com a l'estat de Wisconsin. Fora dels Estats Units també ha estat descrita a l'Argentina, França, Ruanda i Austràlia.